# فرودگاه لانگ ویو رنچ
فرودگاه لانگ ویو رنچ (به انگلیسی: Longview Ranch Airport) یک فرودگاه خصوصی است که یک باند فرود شن دارد و طول باند آن ۱۴۰۲ متر است. این فرودگاه در کشور ایالات متحده آمریکا قرار دارد و در ارتفاع ۶۳۳ متری از سطح دریا واقع شده است.